# Carla Pandolfi
Carla Pandolfi (Leones, 9 marzo 1982) è un'attrice argentina.
È conosciuta per la vittoria al concorso televisivo Luxstar: nace una estrella e per i successivi ruoli in diversi spettacoli teatrali, serie televisive e film.

## Biografia
Nata nel 1982, inizia a studiare teatro all'età di 7 anni, ma quando inizia la scuola secondaria deve abbandonare le lezioni. Intanto, lavora in alcuni festival e negozi di Córdoba per aiutare la famiglia e per pagarsi alcuni workshop di teatro.
Terminato l'istituto superiore, la Pandolfi frequenta il "Teatro Universidad Nacional de Córdoba" (Teatro Universitario Nazionale di Cordoba) in cui si laurea. Studia anche alla scuola di teatro di Raúl Serrano. Nel 1998 prende parte al suo primo documentario intitolato Los carros rebeldes e successivamente nell'opera teatrale Y a otra cosa Mariposa, con cui gira la Provincia di Córdoba. All'età di 17 anni viene eletta seconda principessa alla Fiesta Nacional del Trigo.
Si iscrive al programma Luxstar: nace una estrella per Canal 13 nel 2003, scelta tra circa 1400 candidati provenienti da tutta l'Argentina. Tra 14 finaliste rimaste, si aggiudica la competizione e viene proclamata vincitrice nel dicembre dello stesso anno. Il premio per aver vinto è la partecipazione nel cast principale alla serie Piel naranja... años después nel ruolo di Abril, che viene trasmessa dal gennaio del 2004. Tra il marzo e l'aprile dello stesso anno registra il film Erreway: 4 caminos insieme ai componenti del gruppo musicale Erreway interpretando la versione adulta di Candela. Il lungometraggio esce nelle sale argentine il primo luglio del 2004 e viene diffuso anche in Israele. In seguito, appare nel cortometraggio Costo Argentino e nella serie Los Machos de América. L'anno successivo prende parte ad un episodio della seconda stagione dello sceneggiato Casados con Hijos, ad 1/2 falta ed è anche nel cast secondario del film Un año sin amor.
Per la regia di Pedro Wallace, è protagonista del film Todos los días un poco insieme a Guillermo Pfening nell'anno 2006. Inoltre, partecipa agli sceneggiati Un cortado, historias de café e Amas de casa desesperadas. Nello stesso anno, sostituisce Adriana Mascialino nello spettacolo di Villa Carlos Paz per il suo ruolo de Pijamas (guadagnandosi buona accoglienza del pubblico), anche se l'attrice è nel cast della rappresentazione con un personaggio proprio per entrambe le stagioni (fine 2006 e inizio 2007). Alla fine del 2007 è protagonista dell'opera Feliz Cumpleaños Destino con il personaggio di Ana.
Nel 2009 è contemporaneamente attrice e assistente alla regia per lo spettacolo De Antemano, diretto da Enrique Federman. Prende parte anche alla telenovela Niní nel ruolo di Silvina e fa una partecipazione in Ciega a citas. L'anno successivo recita in teatro nello spettacolo Baraka, con cui ha potuto girare l'Argentina, Barcellona, Cile, Uruguay, Colombia. Finito il tour, nel 2011, nel dicembre esce il film A quién llamarías? registrato due anni prima, in cui Pandolfi interpreta Ines. La recitazione dell'attrice viene molto apprezzata dalla critica. Lavora anche nell'opera teatrale 0800 - Call Center, in un ruolo minore, anche se la sua interpretazione viene accolta in modo positivo dagli opinionisti. Partecipa ai teleromanzi Un año para recordar, Sos mi hombre e La nada blanca.
È anche nel cast principale del film Luna en Leo, registrato tra il 2010 e il 2011, ma uscito nel 2013. In questo anno si aggiunge al cast della telenovela Violetta per la seconda stagione, dove interpreta Esmeralda.

## Filmografia

### Cinema
- Los carros rebeldes - documentario (1998)
- Costo Argentino - documentario (2004)
- Erreway: 4 caminos, regia di Ezequiel Crupnicoff (2004)
- Un año sin amor, regia di Anahí Berneri (2005)
- Todos los días un poco, regia di Pedro Wallace (2006)
- Luna en Leo, regia di Juan Pablo Martínez (2011)
- A quién llamarías, regia di Martin Viaggio (2013)
- Forajidos de la Patagonia, regia di Damián Leibovich (2013)
- Se permetti non parlarmi di bambini! (Sin hijos), regia di Ariel Winograd (2015)
- Crímenes imposibles, regia di Hernán Findling (2019)
- Un Crack, regia di Jorge Piwowarski (2020)
- Después de las 12, regia di Sofía Szelske (2021)

### Televisione
- Piel naranja... años después - serie TV (2004)
- Los Machos de América - serie TV (2004)
- Casados con Hijos - sitcom (2005)
- 1/2 falta - serie TV (2005)
- Un cortado, historias de café - serie TV (2006)
- Comunidad Roller - programma TV (2006)
- Amas de casa desesperadas - serie TV (2006)
- Niní - serie TV (2009)
- Ciega a citas - serie TV (2009)
- Un año para recordar - serie TV (2011)
- La Nada blanca - serie TV (2012)
- Sos mi hombre - serie TV (2012)
- Ecos - serie TV (2013)
- Violetta - serie TV (2013-2014)
- Un gallo para Esculapio - serie TV (2017-2018)
- Mi Amigo Hormiga - serie TV (2021)

## Programmi televisivi
- Luxstar: nace una estrella (Canal Doce, 2003)

## Teatro
- Y a otra cosa Mariposa di Susana Molina (2003)
- Las de Barranco diretto da Norma Maldonado (2005)
- Pijamas diretto da Carlos Paz (2006-2007)
- Feliz Cumpleaños Destino diretto da Maxi Sarramone, Jorge Luis Suckdorf (2007)
- De Antemano diretto da Enrique Federman (2009)
- Baraka diretto da Javier Daulte (2010)
- 0800 - Call Center diretto da Maximiliano Sarramone (2011-2013)
- Rain Man diretto da Alejandra Ciurlanti (2012)
- Parque Lezama, diretto da Juan José Campanella (2016)

## Doppiatrici italiane
Nelle versioni in italiano dei suoi film, Carla Pandolfi è stata doppiata da:
- Selvaggia Quattrini in Violetta.